# フレッシュ・デルモンテ・プロデュース
フレッシュ・デルモンテ・プロデュース・インコーポレイテッド（Fresh Del Monte Produce Incorporated）は、アメリカ合衆国に本社を置く、果物・野菜等の生鮮食品の生産・流通・販売を垂直統合的に行う企業である。主な商品は調理済の野菜・果物、ジュース、飲料、スナック菓子、デザート等であり、世界90か国以上で販売されている。
同社は「デルモンテ」「UTC」「ROSY」などのブランドで商品を販売している。デルモンテ・フーズから分割されて生まれた企業であるが、今日ではデルモンテ・フーズとの資本関係はない。「デルモンテ」という商号とロゴは、デルモンテ・フーズからのライセンス付与を受けている。
本社はフロリダ州コーラルゲーブルスに置かれているが、登記はケイマン諸島で行われている。
この他、海運業のネットワーク・シッピング(Network Shipping)と陸上輸送業のトライコント・トラッキング(Tricont Trucking)を保有している。

## 歴史
フレッシュ・デルモンテ・プロデュースは、1989年にRJRナビスコがデルモンテ・フーズの生鮮食品部門をポリー・ペックに売却したことで誕生した。
当初の社名はデルモンテ・トロピカルフルーツ(Del Monte Tropical Fruit)だった。1991年にポリー・ペックが破綻した後、メキシコの実業家カルロス・カバール・ペニシェ(Carlos Cabal Peniche)に売却された。1993年に現社名に改称した。1996年、モハメド・アブ＝ガザレー(Mohammed Abu-Ghazaleh)が同社を買収した。翌1997年に株式を公開した。2004年にデルモンテ・ヨーロッパを買収した。2018年、アメリカの野菜包装出荷業者マン・パッキング(Mann Packing)を買収した。